# Archestrate
Dans l'Antiquité, Archestrate ou Archestratos [Ἀρχέστρατος (Arkhéstratos)] est un poète, gastronome et grand voyageur grec du IVe siècle av. J.-C.

## Antiquité
Il est parfois appelé « de Gela » ou « de Syracuse ». Auteur d'un des plus anciens livres de cuisine grecque - avec celui de Mithécos - dans la première moitié du IVe siècle av. J.-C., sous forme d'un poème épique auquel cinq noms ont été donnés par les Anciens : Gastronomia, Gastrologia, Opsopoiïa, Deipnologia et Hedupatheia (ce dernier nom, Ηδυπαθεια, signifie Friandises). Son poème contient peu de recettes ; Chrysippe de Soles l'appelle la Gastronomie, Lyncée de Samos l’Hédypathie et Cléarque, la Deipnologie ; d'autres l’appellent l’Opsopée. En voici le commencement : « C'est pour toute la Grèce que j'écris ces préceptes, afin qu'on mange ensemble à une même table délicate, et qu'on ne soit pas plus de trois ou quatre, ou tout au plus cinq ; autrement c'est une tente de soldats maraudeurs. »
L’ouvrage, traduit en français par Fabien Vallos en 2015 dont nous sont parvenus près de 56 fragments, contenant en tout 328 vers, qui sont dans les Deipnosophistes d'Athénée de Naucratis, se présente lui-même comme un voyage gastronomique en Méditerranée. Il traite de l'art gastronomique autant que des conventions sociales de la table de la fin de la période classique. Il a été copié ou traduit en latin par Ennius, un écrivain romain né en Messapie vers -239.
De son auteur, on sait seulement qu’il s’agissait d’un homme cultivé et raffiné, vivant à l'âge de Denys le Jeune, et qu’il aurait voyagé en Grande Grèce et à l’est de la Méditerranée : Hellespont, mer Noire, côte ionienne. Suivant les informations du philosophe Cléarque de Soles, Archestrate serait le disciple de Terpsion, qui, le premier, aurait composé un ouvrage sur l'alimentation intitulé Gastrologia. Lors de ses pérégrinations, il goûtait les spécialités locales, prenait des notes, rédigeait des recettes en tentant d'obtenir le meilleur mariage possible entre les plats, entre « qualité et quantité ». D'après Chrysippe de Soles, il limitait le nombre de convives aux banquets à trois ou quatre personnes, afin que chacun puisse goûter les plats dans le calme : « Un repas de plus de quatre personnes devient un repas de journaliers et de soldats, qui mangent leur butin. »
Comme l’attestent de nombreux textes, la tradition culinaire grecque connut un grand essor en Sicile, où les symposia (le temps de boire après le repas) étaient célèbres, chez les citoyens les plus riches, pour leur faste et leur durée. Elle se répandit notamment dans l'ensemble du monde grec avec l’apparition des ouvrages de cuisine en prose, dont deux auteurs, Héraclide de Syracuse et Mithécos, venaient de la même île.
Le poète français Joseph Berchoux, qui popularisa le mot « gastronomie » dans la langue française au tout début du XIXe siècle, résume ainsi les propos d'Athénée au sujet d'Archestrate :

« Il est l'auteur d'un poëme intitulé : la Gastronomie. Cet auteur fut l'ami d'un des fils de Périclès. Il avait parcouru les terres et les mers pour connaître par lui-même ce qu'elles produisent de meilleur. Il s'instruisait dans ses voyages, non des mœurs des peuples, dont il est inutile de s'instruire, puisqu'il est impossible de les changer, mais il entrait dans les laboratoires où se préparent les délices de la table, et il n'eut de commerce qu'avec les hommes utiles à ses plaisirs. Son poëme est un trésor de lumière, et ne contient pas un vers qui ne soit un précepte. C'est dans cette école que plusieurs cuisiniers ont puisé les principes d'un art qui les a rendus immortels. »

## XXesiècle
En souvenir du grand cuisinier de l'Antiquité, Alain Senderens crée, à Paris, le restaurant gastronomique l'Archestrate, voué à la nouvelle cuisine.
De 1978 à 1985, c'est l'une des plus grandes tables du monde  : 5 toques blanches et 19/20 au Gault et Millau, 3 étoiles au Guide Michelin.